# McKey (Oklahoma)
McKey est une census-designated place du comté de Sequoyah, dans l'État d'Oklahoma, aux États-Unis,. En 2000, elle compte une population de 135 habitants.